# Aleksander Romer
Aleksander Romer, (Römer) herbu własnego (zm. przed 15 maja 1772) – kasztelan zawichojski w 1757 roku, chorąży pilzneński w 1757 roku, podczaszy pilzneński w latach 1754–1757, podstoli pilzneński w latach 1744–1754, duktor powiatu pilzneńskiego w 1764 roku, pułkownik chorągwi pancernej Najjaśniejszego Królewicza Fryderyka w 1760 roku. 

## Życiorys
Był konsyliarzem konfederacji generalnej 1764 roku. W 1764 roku był elektorem Stanisława Augusta Poniatowskiego z województwa sandomierskiego. W 1764 roku został wyznaczony senatorem rezydentem.